# Nono (Fußballspieler)
Nono (* 30. März 1993 in El Puerto de Santa María; eigentlich José Antonio Delgado Villar) ist ein spanischer Fußballspieler. Der Mittelfeldspieler steht bei Ruch Chorzów unter Vertrag.

## Karriere

### Verein
Nono begann seine Karriere in der Jugend von Atlético Madrid und wechselte 2008 zu Betis Sevilla. Am 5. Mai 2012 debütierte er bei der 1:2-Niederlage bei Sporting Gijón in der Primera División. Durch einen siebten Platz in der Saison 2012/13 spielte er in der Saison 2013/14 mit dem Verein in der Europa League und scheiterte im Achtelfinale am späteren Sieger FC Sevilla. Am Saisonende stieg Nono mit Betis in die Segunda División ab.
Zur Rückrunde der Saison 2014/15 wurde Nono bis Saisonende an den deutschen Zweitligisten SV Sandhausen ausgeliehen. Er kehrte anschließend zu Betis zurück, ohne zu einem einzigen Einsatz gekommen zu sein.
Nach seiner Rückkehr zu Betis wechselte Nono zur Saison 2015/16 zum FC Elche in die Segunda División. Im Februar 2016 wurde er bis Saisonende an den Drittligisten UCAM Murcia CF verliehen. Mitte Juli 2016 schloss sich Nono dem ungarischen Erstligisten Diósgyőri VTK an. Im Februar 2018 wechselte er zum ŠK Slovan Bratislava. Nach über drei Jahren in der Slowakei spielte er ab Juli 2021 bis Jahresende erneut in Ungarn bei Honvéd Budapest. Danach spielte Nono ab Januar 2022 beim Damac FC in Saudi-Arabien. Ein Jahr später wechselte er in die iranische Liga zum FC Nassaji Mazandaran. Im Juli 2024 schloss er sich Ruch Chorzów an.

### Nationalmannschaft
Nono kam zu sechs Einsätzen für die spanische U19-Auswahl. Für die U20-Nationalmannschaft erzielte er in fünf Einsätzen ein Tor.